# 喇叭角贝
是象牙贝目象牙贝科姬象牙贝属的一种。主要分布于中国大陆、台湾，常栖息在浅海沙底。